# Paul Boutin (chanoine)
Pour les articles homonymes, voir Paul Boutin et Boutin.
Le chanoine Paul Boutin est un prêtre catholique séculier, né le 2 avril 1847 à La Bruffière en Vendée et mort à Luçon le 22 février 1926. Il est le frère de l'abbé Hippolyte Boutin
Auteur de nombreux articles sur l'histoire de la Vendée.
Rédacteur des Archives du diocèse de Luçon.

## Sources bibliographiques
- « M. le chanoine Paul Boutin », dans La Revue du Bas-Poitou et des provinces de l'ouest, Lussaud, 1926, p. 47-48.
- Consécration de l'église de La Bruffière, le 29 septembre 1920, Luçon, imprimerie Bideaux, 1921.
- La Bruffière au fil du temps, édition 2002.